# José María del Castillo Velasco
José María del Castillo Velasco (Ocotlán de Morelos, 11 juni 1820 - Mexico-Stad, 4 september 1883) was een Mexicaans politicus en jurist.
Hij studeerde af in de rechten aan het Colegio de San Ildefonso in 1844 en werd al snel een van Mexico's meest vooraanstaande advocaten. Bij het uitbreken van de Revolutie van Ayutla in 1854 sloot hij zich aan bij de liberalen, en richtte hij een tijdschrift op waarin hij de dictator Antonio López de Santa Anna aanviel. Deze liet hem daarvoor arresteren en tot een gevangenisstraf veroordelen.
Na de omverwerping van Santa Anna werd Castillo Velasco afgevaardigde voor het Federaal District. Hij was een van de opstellers van de Mexicaanse grondwet van 1857. Hierbij toonde hij zich een van de radicaalste politici. Hij stond verregaande autonomie voor de gemeentes voor. Castillo Velasco steunde sterk op de theorie van volkssoevereiniteit. Om ervoor te zorgen dat het volk zijn macht verstandig zou gebruiken en geen tirannen in het zadel zou helpen, moest ervoor gezorgd werden dat Mexico een fatsoenlijk onderwijssysteem zou bezitten. Ook kwam hij met een voorstel waarin hij grootgrondbezitters die een bepaalde hoeveelheid grond bezaten, verbood nog meer grond in handen te krijgen, om zo de verdeling van de grond eerlijk te houden, en het groeien van de kloof tussen arm en rijk te voorkomen.
Tijdens de Hervormingsoorlog en de Franse Interventie in Mexico diende hij als officier in het leger en bereikte hij de rang van kolonel. Na de definitieve liberale overwinning werd hij minister van binnenlandse zaken in het laatste kabinet van Benito Juárez (1871-1872). In 1879 werd hij hoofd van de faculteit der rechtswetenschappen van de Universiteit van Mexico-Stad, een functie die hij tot zijn dood vier jaar later vervulde.